# Alina (postać literacka)

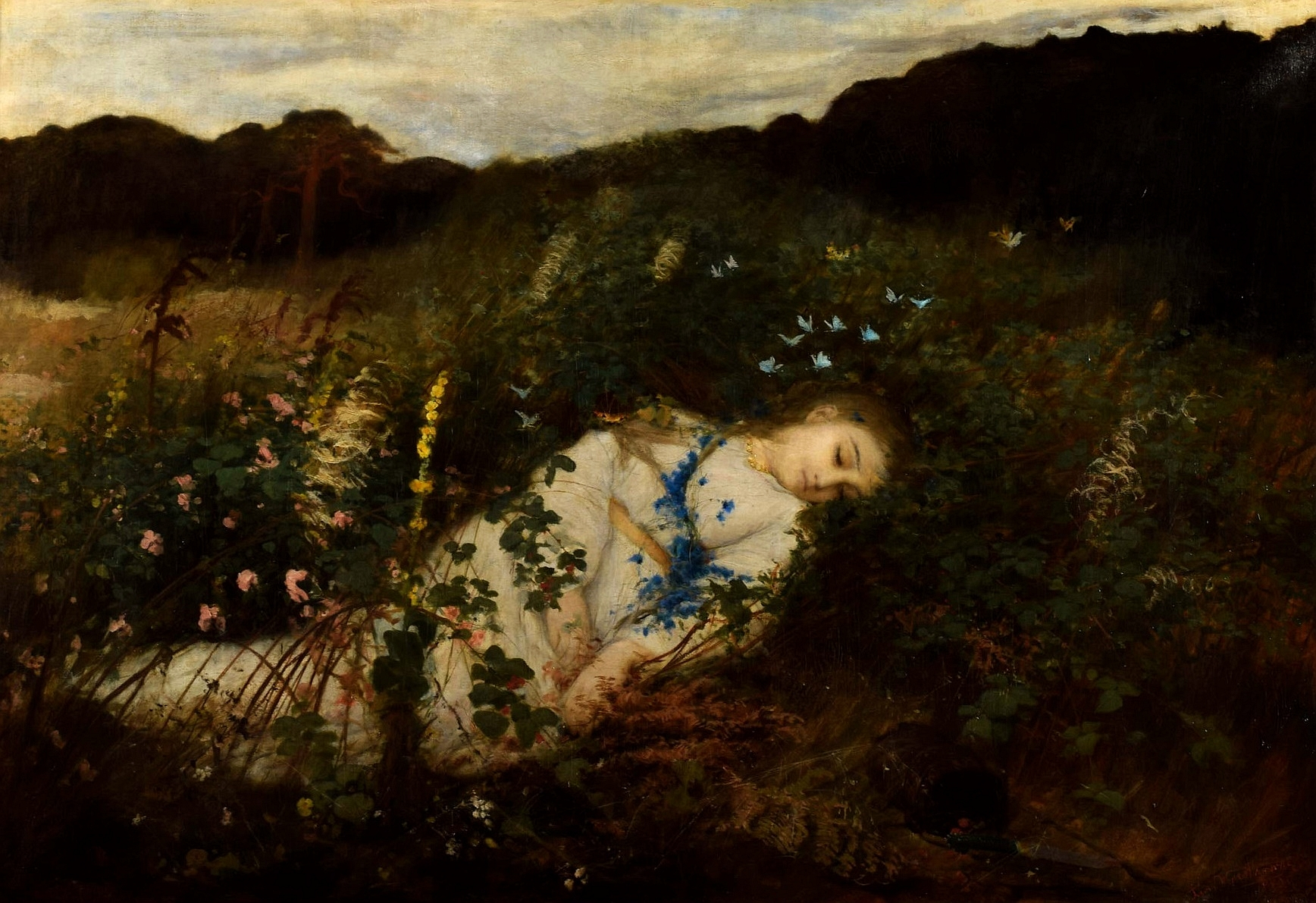
Alina - obraz Leona Wyczółkowskiego, 1880.

Alina – jedna z postaci dramatu Juliusza Słowackiego, Balladyna z 1839 r.
Siostra Balladyny, z którą rywalizuje o względy Kirkora. Jego żoną ma zostać ta z sióstr, która uzbiera więcej malin w lesie. Jako że Alina okazała się lepsza, zazdrosna Balladyna zabiła ją, tłumacząc jej zniknięcie odejściem z kochankiem.
W spektaklach teatralnych w postać Aliny wcielały się m.in.: Maria Bakka-Gierszanin, Olga Borys, Elżbieta Jagielska, Elżbieta Jarosik, Ewa Kania, Urszula Popiel, Halina Rowicka, Joanna Sienkiewicz, Agnieszka Sitek, Bożena Stryjkówna, Beata Ścibakówna, Aniela Świderska, Magdalena Walach, Barbara Wałkówna, Joanna Wizmur, Ewa Żukowska, Magdalena Lamparska.